# Бульон
Бульо́н (фр. bouillon от bouillir — «кипятить») — отвар, получаемый в результате варки в воде костей и мясопродуктов, костей и субпродуктов домашней птицы, рыбы и её пищевых отходов, овощей или грибов. Бульон является кулинарным полуфабрикатом для приготовления заправочных супов, основных блюд, соусов и заливного, а также выступает самостоятельным первым блюдом. В этом случае его соединяют с гарниром в прозрачный суп непосредственно перед подачей на стол или сервируют в бульонках с гарниром на отдельной пирожковой тарелке. Пищевые концентраты бульона известны как бульонные кубики.
При варке из продуктов в воду наряду с белками, жирами, минеральными и ароматическими веществами переходят экстрактивные вещества, которые придают бульону аромат, вкус и наваристость, возбуждают аппетит и улучшают усвояемость пищи. Вкусовые качества бульона зависят от соотношения в нём воды и отвариваемого продукта, степени его измельчения, а также режима и продолжительности варки. По концентрации бульоны подразделяются на нормальные и концентрированные. Если для приготовления нормального бульона из 1 кг продукта требуется 3,5—4 л воды, то для концентрированного достаточно 1,25 л. Концентрированный бульон всегда можно развести горячей водой до крепости нормального. Крепость бульона также повышается с количеством варок, если в уже готовом бульоне многократно отваривать продукт. Крепкий уваренный бульон называется консоме.
В зависимости от вида сырья бульоны бывают костными, мясо-костными, мясными, из птицы или дичи, рыбными, грибными и овощными. Среди мясных бульонов в русской кухне самыми вкусными считались из тетеревов, рябчиков и говядины. Навары, как бульоны назывались по-русски, из баранины, свинины, уток и гусей обладают специфическим запахом и требуют различных добавок и пряностей. Для придания бульонам большей аппетитности их процеживают, осветляют при помощи оттяжек, подкрашивают и ароматизируют кореньями (петрушкой, репчатым луком и морковью). В зависимости от обработки добавляемых кореньев бульон обретает разные оттенки. По классификации Е. И. Молоховец, мясные бульоны бывают жёлтыми (с обжаренными кореньями), красными (на обжаренном перед варкой суповом мясе с обжаренными кореньями) и белыми (с необжаренными кореньями или без них). Белые бульоны идут на приготовление заправочных супов, красные — на ланспики, а жёлтые — на прозрачные супы. Мясные бульоны, приготовленные из взрослых или старых животных, получаются экстрактивнее, чем из молодых. Бульоны для супов варят не только на свежем мясном сырье, но и на копчёном, солёном и маринованном. Навар из воды, вина, уксуса с кореньями и букетом гарни, предназначенный для отваривания рыбы, называется курбульоном («коротким бульоном»).